# Municipio de Kingman (Minnesota)
El municipio de Kingman (en inglés: Kingman Township) es un municipio ubicado en el condado de Renville en el estado estadounidense de Minnesota. En el año 2010 tenía una población de 201 habitantes y una densidad poblacional de 2,14 personas por km².

## Geografía
El municipio de Kingman se encuentra ubicado en las coordenadas 44°50′53″N 94°56′6″O / 44.84806, -94.93500. Según la Oficina del Censo de los Estados Unidos, el municipio tiene una superficie total de 94.1 km², de la cual 94,1 km² corresponden a tierra firme y (0 %) 0 km² es agua.

## Demografía
Según el censo de 2010, había 201 personas residiendo en el municipio de Kingman. La densidad de población era de 2,14 hab./km². De los 201 habitantes, el municipio de Kingman estaba compuesto por el 100 % blancos. Del total de la población el 1,99 % eran hispanos o latinos de cualquier raza.